# Georg Goldberg
Pour les articles homonymes, voir Goldberg.
Georg Goldberg, né le 12 mai 1830 à Nuremberg et mort le 25 juillet 1894 à Munich, est un graveur et pastelliste.

## Biographie
Georg Goldberg naît le 12 mai 1830 à Nuremberg.
Il grave des copies d'après des maîtres anciens tels que le Tintoret et Rubens, mais il travaille surtout d'après des artistes de son époque tels que Liezenmayer, E. Kaiser, Pecht et Grützner. En 1883, il expose quelques portraits gravés et un portrait au pastel au Palais des glaces de Munich.
Georg Goldberg meurt le 25 juillet 1894 à Munich.

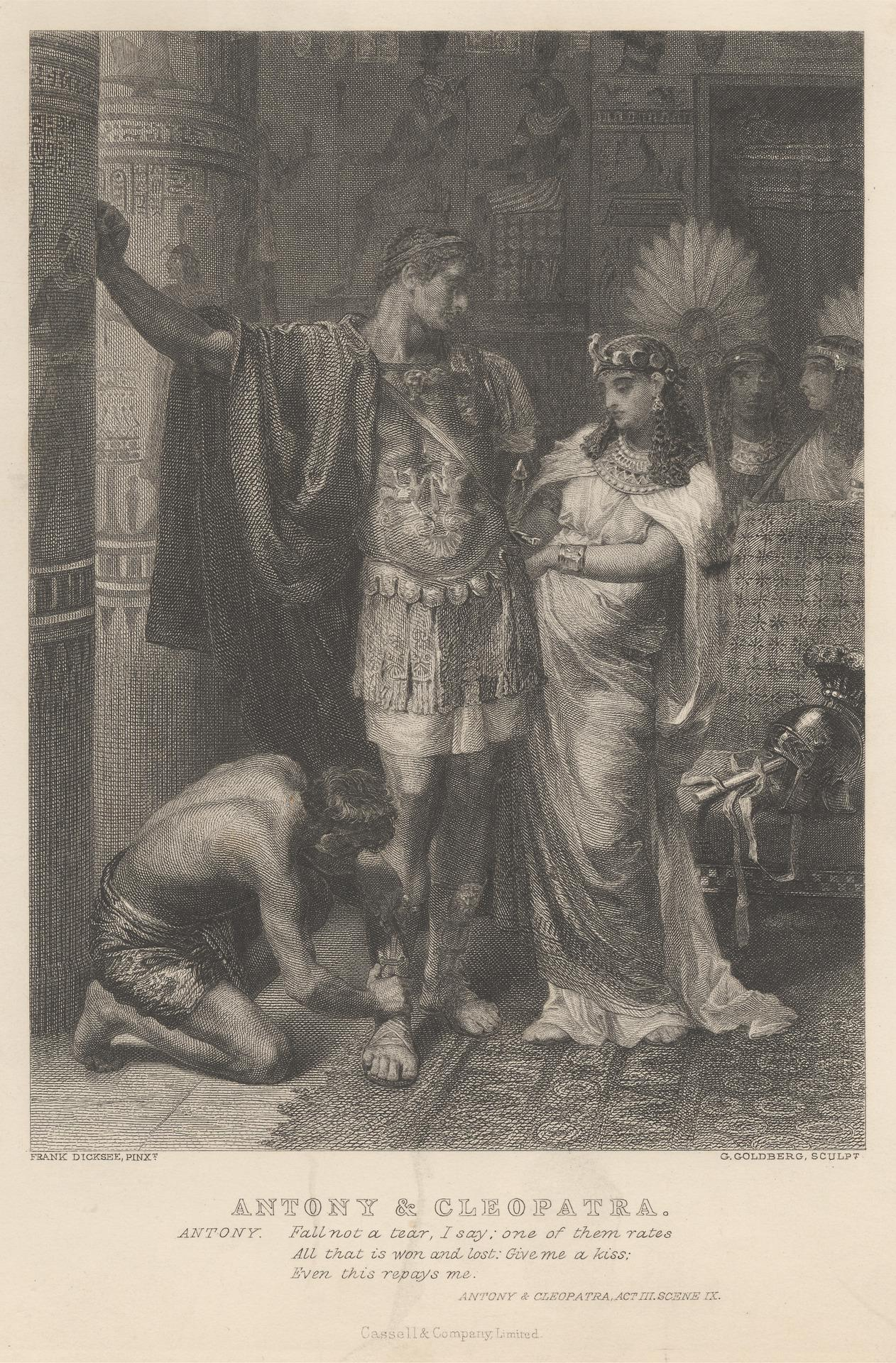
Antoine et Cléopâtre, Acte III, scène XI, (eau-forte, centre d'art britannique de Yale).
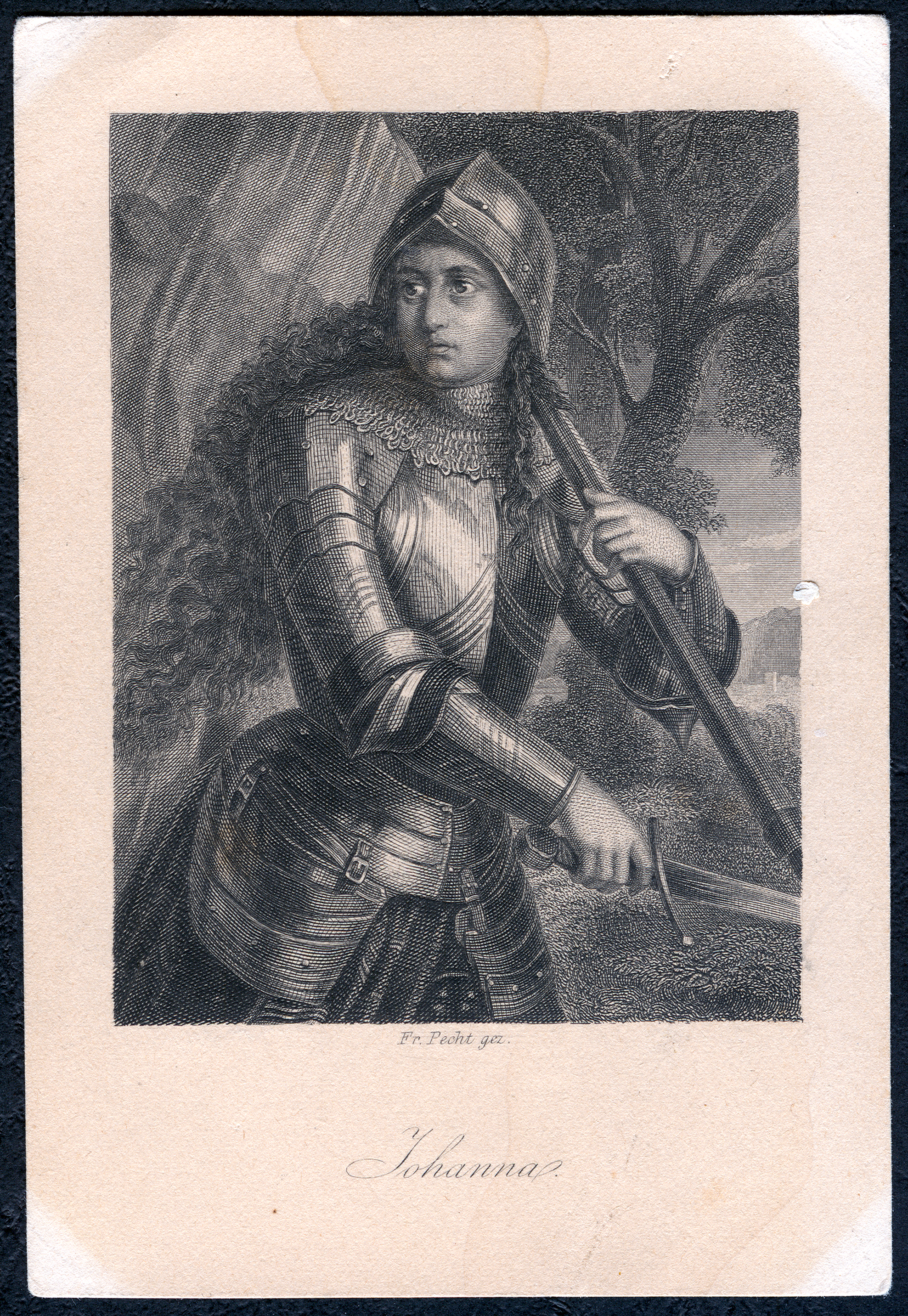
Un trompettiste de la guerre de Trente Ans, d'après un dessin de Friedrich Pecht.
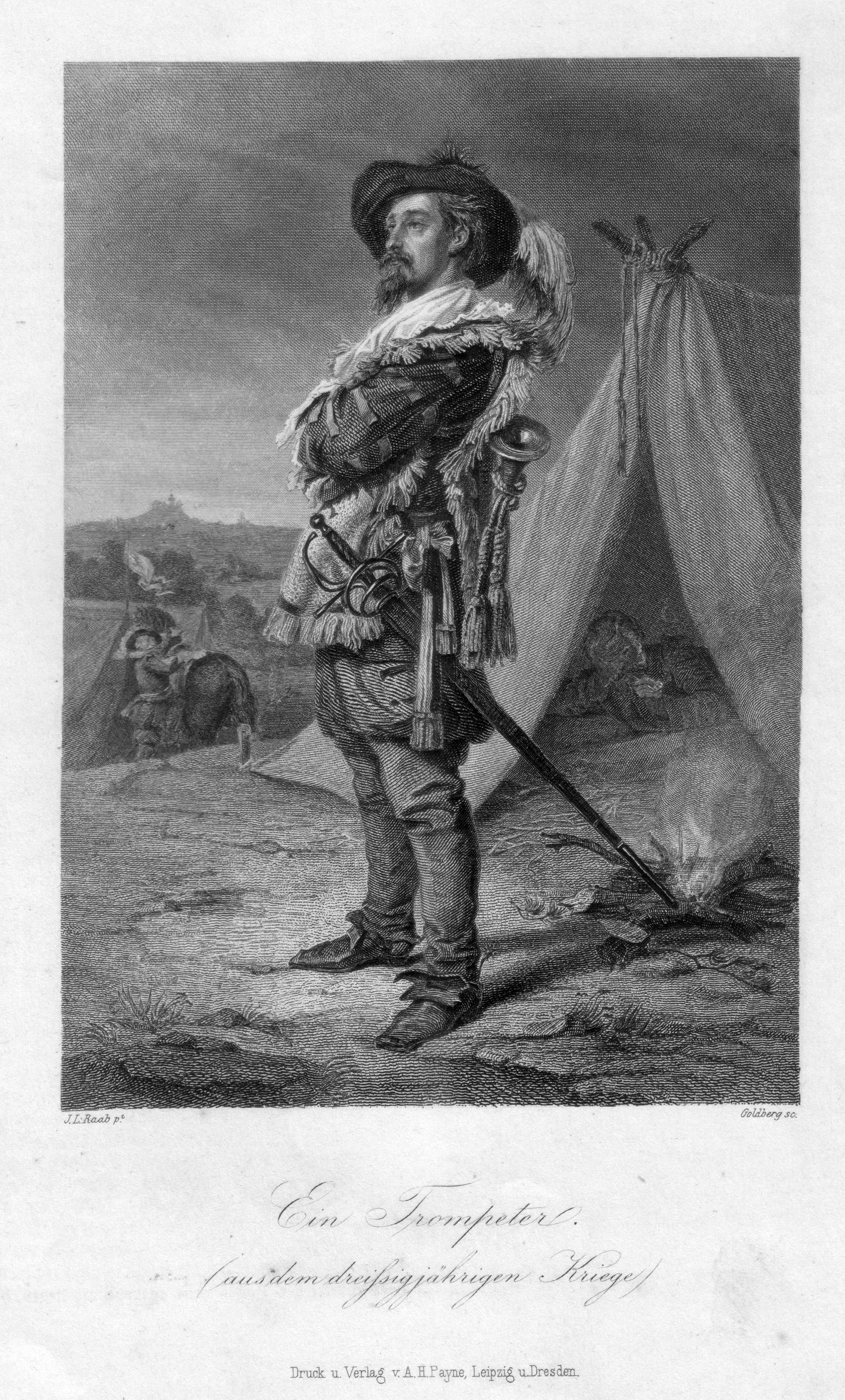
Un trompettiste de la guerre de Trente Ans, d'après un dessin de Johann Leonhard Raab.